# 白隠慧鶴

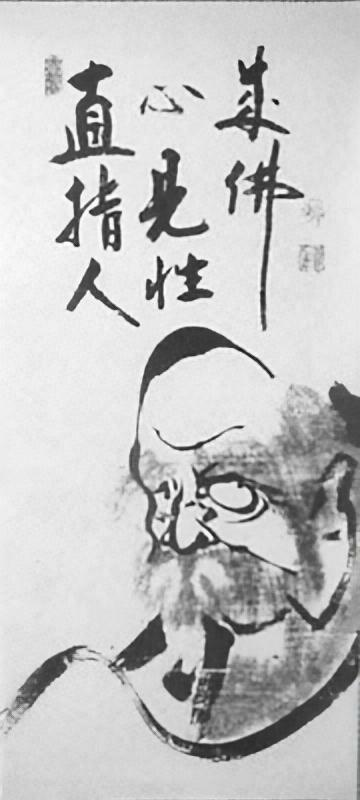
白隠慧鶴筆『達磨図』。「直指人心（じきしにんしん）、見性成佛（けんしょうじょうぶつ）」とある

白隠 慧鶴（はくいん えかく、1686年1月19日（貞享2年12月25日） - 1769年1月18日（明和5年12月11日））は、臨済宗中興の祖と称される江戸中期の禅僧。諡は神機独妙禅師、正宗国師。

## 生涯

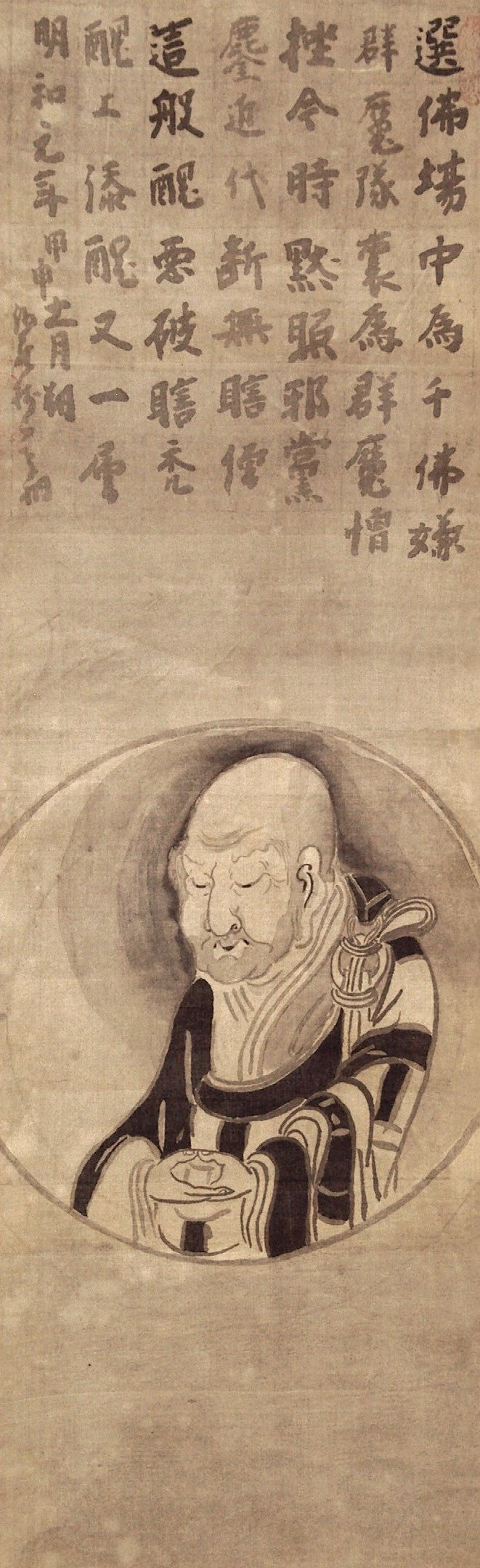
円窓内自画像 永青文庫蔵。明和元年（1764年）白隠80歳の自画像

駿河国原宿（現・静岡県沼津市原）にあった商家の長沢家の三男として生まれた白隠の幼名は岩次郎。岩次郎は、15歳で松蔭寺の単嶺和尚のもとで得度し、慧鶴と名付けられた。
16歳で沼津大聖寺の息道和尚につかえていたある日、『法華経』を読んでいて、こんなたとえ話の多いお経に功徳があるのかと思った。
その後、諸国を行脚して修行を重ね、24歳の時に鐘の音を聞いて見性体験するも増長して、信濃（長野県）飯山の正受老人（道鏡慧端）にあなぐら禅坊主と厳しく指弾され、その指導を受けて修行を続け、老婆に箒で叩き回されて次の階梯の悟りを得る。のちに禅修行のやり過ぎで禅病となるも、白幽子という仙人より「内観の秘法」を授かって回復した。その白幽子の机上には只『中庸』『老子』『金剛般若経』のみが置かれていたという。更に修行を進め、42歳の時にコオロギの声を聴いて仏法の悟りを完成した。
この経験から禅を行うと起こる禅病を治す治療法を考案し、多くの若い修行僧を救った。「内観の秘法」は気功でいう気海丹田式の功法に相当するものであり、またこれは天台小止観と同じとも言っている。他にも「軟酥の法」を教授している。
また他の宗門を兼ねて修道すべきではないと戒めている。これは他の宗門を排除するためではなく、それぞれの宗門を修めることがそれぞれに成道することに繋がると捉えているからである。
浄土門は浄土門として認め、真正念仏の人という話もしている。また妙法蓮華の話もしている。
地元に帰って布教を続け、曹洞宗・黄檗宗と比較して衰退していた臨済宗を復興させ、「駿河には過ぎたるものが二つあり、富士のお山に原の白隠」とまで謳われた。
現在も、臨済宗十四派は全て白隠を中興としているため、彼の著した「坐禅和讃」を坐禅の折に読誦する。「食禅」なる言葉を最初に使ったともされる。食べること、生きること、がそのまま禅となる。
現在、墓は原の松蔭寺にあって、県指定史跡となり、彼の描いた禅画も多数保存されている。

## 略歴
- 1686年 駿河の原宿で生誕。幼名岩次郎[3]。
- 1700年 地元の松蔭寺の単嶺祖伝のもとで出家する。沼津の大聖寺息道に師事する。
- 1703年 清水の禅叢寺の僧堂に掛錫するが、禅に失望し詩文に耽る。雲棲祩宏の『禅関策進』によって修行に開眼、諸国を遊方する。美濃（岐阜県）の瑞雲寺で修行。
- 1708年 越後（新潟県）高田の英巌寺性徹のもとで「趙州無字」の公案によって開悟。その後、信州（長野県）飯山の道鏡慧端（正受老人）のもとで大悟、嗣法となる。
- 1710年 京都の北白川で白幽子という仙人に「軟酥の法」を学び、禅病が完治する。
- 1716年 諸方の遊歴より、松蔭寺に帰郷。
- 1763年 三島（静岡県）の龍澤寺を中興開山。
- 1769年 松蔭寺にて示寂。

## 思想
彼は初めて悟りの後の修行（悟後の修行）の重要性を説き、生涯に三六回の悟りを開いたと自称した。その飽くなき求道精神は「大悟十八度、小悟数知らず」という言葉に表象され、現代に伝わっている。また、これまでの語録を再編して公案を洗練させ、体系化した。中でも自ら考案した「隻手音声」と最初の見性体験をした「趙州無字」の問いを、公案の最初の入り口に置き、以後の修行者に必ず参究するようにさせた。
また、菩提心（四弘誓願）の大切さを説いた。菩提心の無き修行者は「魔道に落ちる」と、自身の著作に綴っている。彼は生涯において、この四弘誓願を貫き通し、民衆の教化および弟子を育てた。

## 禅画と墨蹟
白隠はまた、広く民衆への布教に務め、その過程で禅の教えを表した絵を数多く描いている。その総数は定かではないが、1万点かそれ以上とも言われる。絵の製作年がわかる最も早い作は享保4年（1719年）の「達磨図」（個人蔵）で、縦220cm以上の大作「達磨図」は寛延4年（1751年）の作である（豊橋市正宗寺）。代表作の一つ「大燈国師像」（永青文庫蔵）では、紙面には下書きや描き直しの跡が残り、このような拙によって巧を超えていった技法は、「後の曾我蕭白などに強い感銘を与えた」と想像されている。書家の石川九楊は、白隠の墨蹟について「書法の失調」を捉え、「『書でなくなることによって書である』という逆説によって成り立っている書ならざる書」と評している。白隠の書画の代表的コレクターに、細川護立と山本発次郎がおり、前者のコレクションは永青文庫に収められ、後者は大阪中之島美術館に寄贈されている。

## 白隠と俳句
「白隠禅師坐禅和讃」は誰もが認める白隠の代表作である。ただ武家に向いていた「臨済禅」を庶民の上にもたらした白隠であるから、詩歌よりも俳句が多く遺されているかと言えば、白隠の作は意外と少ない。その幾つかを紹介する。
- 『松に梅 奥の社は 問はすとも』- 五升庵蝶夢の「類題発句集」安永3年
- 『来てみれば 浮世の夢の 寝覚哉』- 五升庵蝶夢の「俳諧名所小鏡」寛政7年
- 『よし芦の 葉を引敷きて 夕涼』- 菅原重厚の「句双紙」天明6年
- 『口〆て 思ふ事なし 春帒』- 菅原重厚の「句双紙」天明6年[7]

## 主な弟子門下たち
- 東嶺円慈（1721 - 1792）誰もが認める白隠の一番弟子。三島の龍沢寺を開創。
- 遂翁元盧（1717 - 1789）東嶺と双璧の白隠の弟子。白隠から松蔭寺を受け継いだ。お酒を好んだと言われる。
- 峨山慈棹（1727 - 1797）多くの弟子を育て、白隠禅の法系を現在まで伝えた。隠山惟琰も卓洲胡僊も峨山の弟子である。
- 斯経慧梁（1722 - 1789）専門僧堂として妙心寺派の円福僧堂を京都の八幡に開単した。
- 快岩古徹 古月禅材のもとで大休と修行し、後に縁あって白隠のもとで大悟した。山梨県長光寺に住した。
- 大休慧昉（1715 - 1774）白隠のもとで大悟し、東福寺派の岡山の宝福寺に住した。
- 霊源慧桃（1721 - 1785）白隠禅師のもとで長く修行し、天龍寺僧堂へ出世した。
- 天倪慧謙（1723 - 1794）東福寺派僧堂の常栄寺の第十世。白隠十哲の一人。
- 提洲禅恕（1720 - 1780）伯耆（鳥取県）の人。白隠の著作で禅語の語録『荊叢毒蘂』の編集に当たった。
- 良哉元明（1706 - 1786）白隠が初めて印可を出した弟子。初め日向大光寺の古月禅材に参じて悟りを開いた後、駿河に行き松蔭寺の白隠慧鶴に師事した。
- 葦津慧隆（1720 - 1769）出雲（島根県）の人。永徳寺に住した。白隠下の二畸哲の一人。池大雅の参禅を受けた。
- 円桂祖耗（1715 - 1774）大休慧昉や快岩古徹とともに白隠の侍者をした。松江の天倫寺住職。
- 環渓祖提（生没年不詳）遠江の勝光寺に住す。
- 梁山義存（1717 - 1786）遠江浜松の寿量院に住す。環渓祖提の法弟である。
- 悟庵禅聡（1685 - 1767）遠江の広厳寺の住職。
- 長沙恵法（1710 - 1781）遠江の瑞応寺（方向寺派）に住寺した。
- 滄海宜運（1722 - 1794）日向の報恩寺（妙心寺派、現在は廃寺）に住した。
- 大同曇慧（1730 - 1780）豊後の月桂寺に住した。
- 層巓方邃（1722 - 1782）信州飯田の瑞泉山龍翔寺（妙心寺派）の六世。
- 頑極禅虎（? - 1794）播磨の横峰山大梵寺（妙心寺派）の住した。
- 格宗浄超（1711 - 1790）黄檗宗の格宗は白隠に参禅後、萬福寺の住持に出世。
- 恵昌尼（? - 1764）夫と死別後、尼となって白隠禅師に参禅し見性した。

以下は居士の弟子
- 山梨了徹居士（1707 - 1763）駿河庵原の大財産家で酒造業を営む豪族である。沢水法語の言葉を聞いて発心して大悟する。
- 阪自洞居士（生没年不詳）沼津の人で、18歳で白隠に参禅し、十日で『隻手の音声』の公案を透過した。
- 古郡兼通居士（1695 - 1746）小田原城主稲葉丹後守の家臣で、はじめ日蓮信者であった。
- 阿察婆（1714 - 1789）白隠の親戚の娘。
- 政女
- 茶店婆
- 原駅の婆

## 主要な著作

### 漢文で書かれた禅の専門書
- 『槐安国語』（かいあんこくご）　五巻
- 『荊叢毒蘂』（けいそうどくずい）　九巻
- 『寒山詩闡提記聞』（かんざんしせんだいきもん）　三巻
- 『息耕録開筵普説』（そくこうろくかいえんふせつ）
- 『宝鑑貽照』（ほうかんいしょう）
- 『毒語心経』（どくごしんきょう）
- 『寒林貽宝』（かんりんたいほう）

### 漢文口調の文語体のもの
- 『夜船閑話』（やせんかんな）　二巻[10]
- 『遠羅天釜』（おらてがま）　五篇
- 『壁生草』（いつまでぐさ）　二巻
- 『八重葎』（やえむぐら）　二巻
- 『藪柑子』（やぶこうじ）
- 『辺鄙以知吾』（へびいちご）
- 『於仁安佐美』（おにあざみ）

### 仮名文字や、歌物語風の法話・小唄
- 『坐禅和讃』（ざぜんわさん）
- 『子守唄』
- 『おたふ女郎粉引歌』
- 『大道ちょぼくれ』
- 『草取歌』
- 『御代の腹鼓』（みよのはらつづみ）
- 『謎謎』

### 侍者による随聞録
- 永田春雄編『碧巖集秘抄』成功雜誌社、1916年

## 関連文献
- 大森曹玄 『書と禅』 1975年 新装版第二版 春秋社

149頁 白隠と盤珪、161頁 白隠および古月下の人々(一)、173頁 白隠および古月下の人々(二)
- 水上勉『一休・正三・白隠　高僧私記』新版・ちくま学芸文庫、2011年
- 水上勉・泉武夫『白隠・仙厓　水墨画の巨匠 第七巻』講談社、1995年。画集解説
- 齋藤孝『心を燃やす練習帳 不安がなくなる白隠禅師の教え』ビジネス社、2020年
- 上村貞嘉『白隠禅師の足跡』淡交社 2014年4月